# عبد الحسن راهي فرعون
عبد الحسن راهي مجهول شنتة آل فرعون هو سياسي ووزير عراقي سابق، ولد في قضاء المشخاب بمحافظة النجف حاليا (سابقا ضمن لواء كربلاء) سنة 1933.
شغل منصب مسؤول الفرات الأوسط لحزب البعث العربي الاشتراكي، ثم أصبح عضوا في القيادة القطرية لحزب البعث العربي الاشتراكي في العراق للفترة من حزيران 1982 إلى أيلول 1991.
اتهم بالتخاذل في التعاطي مع أحداث الشغب في جنوب العراق عقب انهيار الجيش العراقي وخروجه من الكويت سنة 1991، حيث أنه أمر بإطلاق النار فوق رؤوس المتظاهرين، بينما كان صدام حسين يريده أن يأمر بإطلاق النار مباشرة على المتظاهرين وليس فوق رؤوسهم، فأمر بوضعه تحت الإقامة الجبرية وقام بتجريده من المناصب الرسمية والحزبية كافة وسحبت الأوسمة والأنواط منه.
يقيم عبد الحسن راهي فرعون حاليا في تركيا .

## روابط خارجية
- الانتفاضة الشعبانية...اذار 1991/ صفحة الغدر والخيانة...3، تدوينة فيها فقرات من محاكمة عبد الحسن راهي فرعون.